# توماس دورتی
توماس دورتی (انگلیسی: Thomas Doherty) (زاده ۲۱ آوریل ۱۹۹۵)، بازیگر و خواننده اسکاتلندی است که به خاطر ایفای نقش به عنوان شان متیوز در سریال موزیکال The Lodge و هری هوک در فیلم فرزندان ۲ و فرزندان ۳، شناخته شده‌است.

## اوایل زندگی
دورتی در ادینبورگ اسکاتلند متولد و بزرگ شد. او یک برادر بزرگتر و یک خواهر کوچکتر دارد و والدین او، هر دو در تجارت بانکداری بودند.
دورتی در دبیرستان رویال در ادینبورگ تحصیل کرد. پس از دبیرستان، دورتی در آکادمی هنرهای نمایشی در ادینبورگ، اسکاتلند شرکت کرد و پس از فارغ‌التحصیلی در ژوئیه سال ۲۰۱۵، بلافاصله با الیویا بل، مدیریت در لندن قرارداد بست. دورتی در بازیگری، آواز خواندن و انواع رقص‌های مختلف از جمله هیپ هاپ، جاز و باله آموزش دیده بود.

## حرفه
پس از فارغ‌التحصیلی در آکادمی هنرهای نمایشی در تابستان سال ۲۰۱۵، به دورتی، نقش شان متیوز در سریال The Lodge پیشنهاد داده شد و او برای آمادگی در این نقش مجبور بود برای دوچرخه سواری در کوهستان تمرینات جدی را پشت سر بگذارد. فیلم The Lodge در بلفاست، ایرلند شمالی فیلمبرداری شده‌است. در حالی که شخصیت دورتی اسکاتلندی است، دورتی برای تأمین هرچه بهتر بینندگان در همه ۱۰۸ کشوری که The Lodge در آن پخش شده بود، تمرکز خود را بر تن کرد تا لهجه خود را کاهش دهد. در دسامبر سال ۲۰۱۶، The Lodgeبرای سری دوم تمدید شد که تولید آن در فوریه ۲۰۱۷ آغاز شد.
در سال ۲۰۱۶، دورتی برای نقش هری هوک، پسر شرور، کاپیتان جیمز هوک (دشمن پیتر پن) برای فرزندان ۲ انتخاب شد. فرزندان ۲ در سال ۲۰۱۶ در ونکوور، کانادا فیلمبرداری شد و در ۲۱ ژوئیه ۲۰۱۷ در کانال دیزنی پخش شد. وی نقش خود را به عنوان هری هوک در سومین قسمت از کانال دیزنی، فرزندان ۳ در سال ۲۰۱۹، ادامه داد.
در اوت سال ۲۰۱۷، دورتی توسط مجله وگ به عنوان یکی از ۵۰ پسر برتر دنیا شناخته شد. از سال ۲۰۱۹ تا ۲۰۲۰، او در سریال شرکت سی دبلیو میراث به عنوان سباستین ظاهر شد. سپس در مارس ۲۰۲۰ اعلام شد که دورتی قرار است در سریال Gossip Girl درام نوجوان شبکه اچ بی او بازی کند.

## زندگی شخصی
دورتی از دسامبر سال 2016 تا اکتبر 2020 با ستاره فیلم فرزندان (فیلم ۲۰۱۵)، داو کامرون در ارتباط بوده‌است. وی در مارس 2021 با مدل هلندی یاسمین واینالدوم وارد رابطه شد. 

## فیلمبرداری
| سال       | عنوان       | نقش             | یادداشت                     |
| --------- | ----------- | --------------- | --------------------------- |
| ۲۰۱۳      | دراکولا     | پسر خیابانی     | قسمت: "خدمتکار به دو استاد" |
| ۲۰۱۶–۲۰۱۷ | The Lodge   | شان ماتیوز      | نقش اصلی                    |
| ۲۰۱۷      | فرزندان ۲   | هری هوک         | فیلم تلویزیونی              |
| ۲۰۱۹      | کاترین بزرگ | پیتر زاوادوفسکی | ۱ قسمت                      |
| ۲۰۱۹      | فرزندان ۳   | هری هوک         | فیلم تلویزیونی              |
| ۲۰۱۹–۲۰۲۰ | میراث       | سباستین         | فصل ۲                       |
| ۲۰۲۲      | دعوتنامه    | والتر           | کارکتر اصلی مرد             |